# Podgorač
Podgorač – wieś w Chorwacji, w żupanii osijecko-barańskiej, siedziba gminy Podgorač. W 2011 roku liczyła 866 mieszkańców.